# Татарская княжна (фильм)
«Татарская княжна» — российский полнометражный художественный фильм 2008 года. Режиссёр — Ирина Квирикадзе.

## Сюжет
Действие фильма разворачивается в двух эпохах: в 1911-м (воспоминания Анны Ахматовой о молодости) и 1965 годах («настоящее время», приезд Анны Ахматовой в Париж).
1911 год. Начинающая поэтесса Анна Ахматова и её молодой муж Николай Гумилёв проводят медовый месяц в Париже. Здесь Анна случайно встречается с никому неизвестным, живущим в богемной нищете молодым художником Модильяни. Пылкий юноша, восхищённый красотой юной поэтессы, просит её стать его моделью для серии рисунков. Ахматова соглашается и между ними вспыхивает страстный любовный роман. Гумилёв узнаёт об этом. Он врывается в мастерскую Модильяни во время очередного сеанса позирования. Гумилёв в ярости уничтожает рисунки, на которых Ахматова запечатлена обнажённой, и, практически в тот же день, увозит Анну в Санкт-Петербург.
1965 год. Ахматова вновь приезжает в Париж. Теперь она признанная поэтесса, выдвинутая на соискание Нобелевской премии. Звонок шантажиста возвращает её к событиям далёкого прошлого. Зловещий голос в трубке грозится опубликовать в газетах компрометирующие Ахматову рисунки Модильяни, рисунки, которые, по её убеждению, были уничтожены Гумилёвым полвека назад. Ахматова решает провести самостоятельное расследование и найти шантажиста. В этих поисках ей стремиться помочь (но на деле, скорее, мешает) приставленный следить за ней молодой и неопытный агент КГБ.

## В ролях

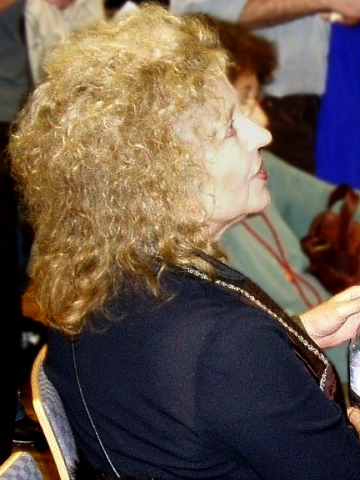
Ханна Шигулла (2005)

- Ханна Шигулла — Анна Ахматова в 1965 году (озвучила Наталья Тенякова)
- Дана Агишева — Анна Ахматова в молодости
- Анатолий Шведерский — Борис Анреп
- Йоханн Ботт — Николай Гумилёв
- Дмитрий Ермилов — Амадео Модильяни
- Фёдор Лавров — Перченко
- Инна Степанова — Аманда Хейт
- Оксана Базилевич — Лиза Карамышева